# Bhutans nationalråd
Bhutans nationalråd (dzongkha: གི་རྒྱལ་ཡོངས་ཚོགས་སྡེ་, Gyelyong Tshogde) är överhuset i Bhutans parlament. Det består av 25 ledamöter varav en femtedel inte röstas in utan blir nominerade. 
Nationalrådets nuvarande talman är Tashi Dorji som representerar distriktet Wangduephodrang.
Huvuddelen av det parlamentariska arbetet inom nationalrådet sker i sju kommittéer. Det bildas också ad hoc-kommittéer vid behov.. Nationalrådets sessioner är öppna för allmänheten men det krävs legitimation vid entré och elektronisk utrustning är förbjuden.

## Historia
Det nuvarande tvåkammarsystemet i Bhutan fastställdes i en ny statlig grundlag år 2008 när Bhutan blev en konstitutionell monarki. Grundlagens 11:e artikel behandlar parlamentets överhus, nationalrådet, vars första session ägde rum den 17 juni 2008.
Det första valet hölls 31 december 2007. Dessförinnan tränade bhutaneserna den demokratiska processen genom ett skuggval år 2006, när Jigme Khesar Namgyal Wangchuk blev kung. I det första valet invaldes fyra kvinnor till nationalrådet.

## Ledamöter
20 av ledamöter väljs vart femte år medan fem är nominerade av kungen.
Enligt Bhutans grundlag ska alla ledamöter i nationalråd vara partilösa, och de 20 ledamöter ska representera dem 20 distrikt.
Ytterligare måste en kandidat för nationalrådets ledamot vara:
- Medborgare i Bhutan och ha ett bevis på det
- Registrerad väljare i ett distrikt
- Mellan 25 och 65 år gammal
- Utexaminerad från ett universitet

Kraven att ha en universitetsexamen ledde till det att nationalrådets ledamöter var relativt unga eftersom ganska få bhutaneser hade den. Efter det första parlamentsvalet i 2007 var den äldsta invalda ledamoten bara 46 år gammal..

## Senaste val
Det senaste val hölls 20 april 2018. Antal registrerade väljare var 432 030 varav 54 procent röstade. Det fanns inga ogiltiga röster.. Valdeltagandet var rekordhögt och att poströsta var för första gången möjligt. I valet 2013 invaldes inga kvinnor, men kungen nominerade då två kvinnor till rådet, av de fem inval som han hade till sitt förfogande. I valet 2018 blev däremot två kvinnor invalda. Totalt fanns det 127 kandidater: sex kvinnor och 121 män.. I distriktet Mongar vann den enda kvinnliga kandidaten, Sonam Pelzom bland de tretton kandidater som fanns att välja på. Pelzom fick 2 406 röster varav drygt 1 000 poströster.
Tashi Dorji valdes till nationalrådets talman den 16 maj 2018. Som vicetalman valdes Jigme Wangchuk..